# Homokkomárom
Homokkomárom là một thị trấn thuộc hạt Zala, Hungary. Thị trấn này có diện tích 16,7 km², dân số năm 2010 là 209 người, mật độ 13 người/km².